# Komisarz ludowy
Komisarz ludowy (ros. Народный комиссар – akronim narkom) – określenie funkcji ministra w RFSRR i ZSRR w latach 1917–1946, osoby kierującej komisariatem ludowym, odpowiednikiem ministerstwa. Określenie „minister” zostało usunięte przez bolszewików po przejęciu władzy jako burżuazyjne.
W ZSRR było to również do 1946 określenie ministrów rządów republikańskich w republikach związkowych ZSRR np. komisarz ludowy bezpieczeństwa państwowego ZSRR i komisarz ludowy bezpieczeństwa państwowego np. Uzbeckiej SRR.
Rada Ministrów (rząd związkowy, czy republikański)  nosiła w związku z powyższym w latach 1917–1946 nazwę Rady Komisarzy Ludowych (ros. Совет народных комиссаров, akronim Sownarkom)